# Зелёный Гай (Каменский район)
Зелёный Гай (укр. Зелений Гай, до 2024 года — Весёлая Роща) — село, Семеновский сельский совет, Каменский район, Днепропетровская область, Украина.
Код КОАТУУ — 1222086002. Население по переписи 2001 года составляло 49 человек.

## Географическое положение
Село Весёлая Роща находится в 2-х км от левого берега реки Сухая Сура, ниже по течению на расстоянии в 3 км расположено село Вишнёвое, на расстоянии в 2 км расположен пгт Новониколаевка (Верхнеднепровский район).